# Batyrbiek Cakułow
Batyrbiek Kazbiekowicz Cakułow (ros. Батырбек Казбекович Цакулов; ur. 20 października 1998) – rosyjski, a od 2022 roku słowacki zapaśnik startujący w stylu wolnym. Wicemistrz świata w 2022 i trzeci w 2024 roku. 
Brązowy medalista mistrzostw Europy w 2022 i 2025. Trzeci w Pucharze Świata w 2022. 
Drugi na MŚ U-23 w 2019. Mistrz Europy U-23 w 2019; trzeci w 2018. Mistrz Rosji w 2018 i trzeci w 2020 roku.